# Відкриті серця України
Відкриті серця України  — українська  благодійна організація. Повне найменування — Благодійна фундація «Відкриті серця України». Штаб-квартира компанії розташована в Києві. Фундація представлена більш ніж в половині регіонів України і має всеукраїнський статус.

## Історія
- 10 серпня 2009 року відбулися Установчі збори учасників Благодійної фундації «Відкриті серця України». На зборах було прийнято рішення щодо створення Фундації, затверджено її Статут та обрано керівництво.
- 16 листопада 2009 року Фундація зареєстрована в Міністерстві юстиції України[3] і внесена до державного реєстру благодійних організацій під № 1037[4]. Фундації надано статус всеукраїнської, тобто її діяльність поширюється на територію всієї України. Фундація має свої представництва більш ніж в половині регіонів України.
- Рішенням ДПІ у Шевченківському районі м. Києва 17 грудня 2009 року № 183/1501 Фундація внесена до реєстру неприбуткових організацій.
- 7 березня 2011 в Державній установі «Науково-практичний медичний центр дитячої кардіології та кардіохірургії МОЗ України» відбулась прес-конференція з нагоди завершення Всеукраїнської акції «Милосердний Валентин»[5] , ініційованої Благодійною фундацією «Відкриті серця України» та проведеної спільно з ПАТ Перший Інвестиційний Банк[6]. Під час прес-конференції відбулася передача кардіохірургічного обладнання Центру дитячої кардіології та кардіохірургії МОЗ України, придбаного на кошти, зібрані під час акції.
- В рамках Програми соціалізації 23 березня 2011 року відбулася передача навчально-методичних комплектів вихованцям Старобасанської загальноосвітньої школи-інтернату. Відповідно до запиту школи-інтернату були закуплені необхідні навчально-методичні матеріали для кабінетів математики, фізики, хімії та географії.
- Міністерство юстиції України наказом від 11.04.2011 № 1088 / 5 зареєструвало символіку Благодійної фундації «Відкриті серця України», Свідоцтво № 784.
- 16 травня 2011 року в Будинку вчених НАН України відбулася церемонія нагородження переможців Всеукраїнського конкурсу шкільних і студентських робіт «Моральний вчинок»[7], який проходив з 27 листопада 2010 року по 31 березня 2011 року серед п'яти вікових категорій. Організаторами Конкурсу виступили Національна експертна комісія України з питань захисту суспільної моралі спільно з Міністерством освіти і науки, молоді та спорту України. Заключний етап Конкурсу відбувся завдяки підтримці Благодійної фундації «Відкриті серця України», яка стала офіційним партнером Конкурсу.
- 29 травня 2011 року у прес-центрі Житомирської міської ради відбулося підписання Меморандуму про співробітництво між Житомирською міською радою та Благодійною фундацією «Відкриті серця України». Реальним втіленням, задекларованих у тексті Меморандуму намірів, стало відкриття дитячого ігрового майданчика на території місцевого Гідропарку[8]. Партнерами цього проекту виступили ПАТ «Перший Інвестиційний Банк» та ПАТ "ЕК"Житомиробленерго".
- 1 червня 2011 року в приміщенні Верховної Ради України відбувся брифінг, присвячений Дню захисту дітей та відкриттю виставки-презентації робіт учасників Всеукраїнського конкурсу шкільних і студентських робіт «Моральний вчинок». У брифінгу взяли участь Голова Верховної Ради України Литвин Володимир Михайлович[9], Голова Національної експертної комісії України з питань захисту суспільної моралі Василь Васильович Костицький[10] і президент Благодійної фундації «Відкриті серця України» Євген Полтенко.
- 30 червня 2011 року був переданий електричний інвалідний візок Анатолію Андрійовичу Барабашу[11]. У 1981 році Барабаш А. А. закінчив Черкаське пожежно-технічне училище МВС СРСР ім. Урицького і був направлений для подальшого проходження служби в Головне управління пожежної охорони міста Києва. 1986 року старший лейтенант внутрішньої служби Барабаш А. А. отримав травму, у наслідок якої став інвалідом І групи. Після отриманої травми самостійно пересуватися не має можливості. Відповідно до своїх статутних завдань в рамках програми адресної допомоги тим, хто опинився у важкій життєвій ситуації, коли допомога потрібна тут і зараз, Благодійна фундація «Відкриті серця України» організувала збір коштів для придбання інвалідного візка. Завдяки особистому сприянню т.в.о. начальника Інституту державного управління[12] у сфері цивільного захисту Національного університету цивільного захисту України[13], генерал-майора служби цивільного захисту Василя Миколайовича Андрієнка необхідні кошти вдалося зібрати у короткий термін.
- 15 липня 2011 року у прес-центрі Кіровоградської міської ради відбулося підписання Меморандуму про співпрацю між Кіровоградською міською радою та Благодійною фундацією «Відкриті серця України» та відкриття спортивного майданчику у Кіровограді[14].
- 29 липня 2011 року у місті Києві відбулося підписання Договору про співпрацю між Міжнародною молодіжною громадською організацією «Європейський молодіжний парламент — Україна»[15] та Благодійною фундацією «Відкриті серця України». Предметом Договору задекларовані спільні проекти в сфері освіти, культури, реалізація благодійних заходів.
- 26 серпня 2011 року у Чернігівській міській раді проведено прес-конференцію та форум із нагоди відкриття Регіональної сесії Європейського молодіжного парламенту[16]. Цей захід, що вперше проходив у Чернігові, відбувся за ініціативи міжнародної молодіжної громадської організації «Європейський молодіжний парламент-Україна», під патронатом Чернігівського міського голови Олександра Соколова[17] і за активного сприяння Благодійної фундації «Відкриті серця України».
- 27 жовтня 2011 року у конференц-залі ДУ «Науково-практичний медичний центр дитячої кардіології та кардіохірургії МОЗ України» відбулася презентація благодійної акції «ДОБРА СПРАВА»[18]. У заході взяли участь представники організаторів акції (Благодійна фундація «Відкриті серця України», ПАТ Перший Інвестиційний Банк) та партнери проекту (ДУ «Науково-практичний медичний центр дитячої кардіології та кардіохірургії МОЗ України», компанія "ВКС Україна[19]).

## Мета фундації
- допомога дітям-сиротам, випускникам дитячих сирітських установ, дітям з малозабезпечених сімей, дітям груп ризику;
- допомога та підтримка талановитої творчої молоді;
- реалізація освітніх програм, допомога обдарованим студентам, учням;
- допомога особам хворим на онкологічні захворювання та іншими важкими хворобами, участь у наданні медичної допомоги таким особам, сприяння профілактиці, діагностиці, і лікуванню цих хвороб;
- вирішення екологічних проблем, питань, які пов'язані з існуванням тварин в містах і гуманним ставленням до них;
- здійснення іншої благодійної діяльності в інтересах суспільства, надання благодійної допомоги, тим хто її потребує.

## Проєкти
- Підтримка сиріт, талановитої молоді
- Співпраця з медичними закладами, соціальна інтеграція недієздатних осіб
- Довкілля, безпритульні тварини
- Розвиток і популяризація культури
- Організація спортивних заходів, конференцій, благодійних аукціонів
- Венчурна філантропія
- Співпраця з іншими благодійними організаціями

## Партнери
- Міністерство охорони здоров'я України
- Національна експертна комісія України з питань захисту суспільної моралі
- Житомирська міська рада
- Публічне акціонерне товариство "Енергопостачальна компанія «Житомиробленерго» [Архівовано 8 червня 2011 у Wayback Machine.]
- Науково-практичний медичний центр дитячої кардіології та кардіохірургії МОЗ України [Архівовано 9 серпня 2011 у Wayback Machine.]
- Мережа пивних ресторанів TM BierStadt [Архівовано 28 жовтня 2020 у Wayback Machine.]
- Публічне акціонерне товариство «Кіровоградобленерго» [Архівовано 6 листопада 2011 у Wayback Machine.]
- Кіровоградська міська рада [Архівовано 15 грудня 2013 у Wayback Machine.]
- ТОВ «DOLPHIN» [Архівовано 21 листопада 2011 у Wayback Machine.]
- Європейський молодіжний парламент — Україна (ЄМП — Україна) [Архівовано 5 листопада 2008 у Wayback Machine.]